# Théâtre royal danois
Le Théâtre royal danois (en danois Det Kongelige Teater, en anglais "Royal Danish Theatre") est le principal théâtre national danois et le nom du bâtiment dans lequel il se situe, à Kongens Nytorv à Copenhague.
Il a une capacité de 1 600 places et a été inauguré en 1874. L'institution a été fondée dès 1748, d'abord comme théâtre royal puis comme théâtre national. Le théâtre comprend l'opéra, le Ballet royal danois, les concerts de musique classique (par l'Orchestre royal du Danemark qui date de 1448) et des troupes et pièces de théâtre dans de nombreux endroits.
Il est supervisé par le ministère de la Culture danois.